# Carter Lindberg
Carter Lindberg (1937) é um historiador estadunidense. Ele é Professor Emérito de História da Igreja na Boston University School of Theology e é mais conhecido por seu livro The European Reformations.
Lindberg estudou no Augustana College, em Illinois e na Universidade de Iowa.